# Perna-vermelha-escuro
O perna-vermelha-escuro (Tringa erythropus) é uma ave da família Scolopacidae.
É ligeiramente maior que o perna-vermelha-comum, distinguindo-se pela ausência de risca alar branca. Alimenta-se em zonas de vasa em estuários e também em salinas.
Esta espécie nidifica no norte da Europa e inverna principalmente em África. Em Portugal ocorre sobretudo durante a passagem migratória.

## Subespécies
A espécie é monotípica (não são reconhecidas subespécies).